# Дева (Хунедоара)
Дева (рум. Deva, мађ. Déva) је град у области Трансилванија у средишњој Румунији. Град је управно седиште округа Хунедоара. По задњим проценама у граду живи око 70.000 становника.

## Порекло назива
Постоје две верзије постанка назива града Дева, које у неку руку представљају и два виђења порекла саме Румуније Дачанску и Римску.
Према првој(романској) верзији град(односно тврђава) су добили назив по претходном седишту II легије Августе која је пре премештаја у каструм у данашњој Деви била смештена у каструму Дева у Британији око кога се развио данашњи Честер.
Према другој(дачанској) верзији град(односно тврђава) су добили назив по дачанској речи дава која је значила тврђава(нпр. Пироборидава, Заргидава) пошто се пре римског каструма на простору града налазила дачка тврђава Сингидава. Мада ова теорија није научно доказана јер не постоје писани документи о том добу.
Постоји и теорија базирана на линвистичкој тврдњи да име долази од словенске речи дјевојка или девица.

## Географија
Град Дева налази се у крајње западном делу историјске покрајине Трансилваније, близу Баната. Град је смештен у долини реке Муреш, подно југозападних Карпата. Град се који се развио око истоимене тврђаве подигнуте на врху брда које доминира данашњим насељем. Налази се на 187 m надморске висине.

## Привреда
Главне привредне гране у граду су рударство, прехрамбрена индустрија и производња електричне енергије. Приватни универзитет Екологије и Туризма је основан у граду, поред њега у њему су смештени и огранци универзитета из Темишвара и Клужа, а у њему се налази и тренинг центар румунских гимнастичара.

## Историја
Први писани документ о постојању града датира из 1269. године. Дева добија статус града 1307. године, а касније под Војводом Јаношом Хуњадијем постаје важан војни и административни центар. Делимично уништена од стране Турака 1550, бива обновљена. Током 1621. године Гроф Гаврило Бетлена трансформише и проширује палату Магна Курија, такође позната и као дворац Бетлена у ренесансном стилу.
Према државном шематизму православног клира Угарске 1846. године у месту живи 358 породица, са још 43 придодатих филијарних. Православни пароси су били поп Иноћентије Ангел и Петар Поповић.
Непосредно пре пораза Централних сила, 1849. године после повлачења окупационих трупа генерала Бем-а тврђава је била разнесена у моћној експлозијији складишта оружја. Од тада, остаци тврђаве представљају историјски споменик.

## Становништво
У односу на попис из 2002., број становника на попису из 2011. се смањио.
| 1966.  | 1977.  | 1992.  | 2002.  | 2011.  |
| ------ | ------ | ------ | ------ | ------ |
| 26.969 | 60.334 | 78.438 | 69.390 | 56.647 |

Матични Румуни чине већину градског становништва Деве (89%), а од мањина присутни су Мађари (око 8%) и Роми (1%).

## Знаменитости града
- Замак Бетлен односно дворац Магна Курија(лат. Magna Curia)
- Девански замак

## Међународна сарадња
Дева је побратимљена са следећим градовима:
- Арас, Француска
- Шербур Октевил, Француска
- Јахченг, Кина
- Сигет, Мађарска

## Познате личности
- Петру Гроза, правник и некадашњи премијер Румуније[10]